# 9,3×57mm
El 9,3×57 mm Mauser se creó modificando el cuello del casquillo del 7,92×57 mm Mauser en 1900 y sigue siendo bastante popular entre los cazadores de alces en Escandinavia (entre los cazadores de Suecia se le conoce cariñosamente como "potatiskastaren",(debido a su bala lenta y pesada). 
La munición cargada de fábrica con balas de 232 y 285 granos. La fábrica Norma carga munición 9,3×57 mm de 232 granos, para lograr una velocidad inicial de 2362 pies por segundo (719,9 m/s).

## Uso
Se utiliza para la caza de jabalíes y alces en Escandinavia . Las balas de 9,3 mm (.366" de diámetro) cargadas en este cartucho vienen en pesos de 232 y 286 granos. 